# Gianni Celeste
Gianni Celeste, pseudonimo di Giovanni Grasso (Catania, 24 giugno 1964), è un cantautore italiano.

## Biografia
Si è avvicinato alla musica da piccolo, ascoltando le canzoni di Mario Trevi e successivamente quelle di Nino D'Angelo. Ha debuttato nel 1985 con Ricordo d'estate, contenente i suoi primi dieci brani da cantautore che ha registrato mentre lavorava come meccanico. Il disco ha venduto più di 50 000 copie.
Il successo lo ha portato a dedicarsi a tempo pieno alla musica, e da allora ha pubblicato all'incirca 80 progetti musicali, a cominciare dal secondo album del 1986 Il mio cammino. Nel 1988 ha interpretato vari brani della tradizione napoletana, tra i quali Simmo 'e Napule paisà e A farfalla, incisi nell'album Sognando Napoli, del quale è uscita una seconda parte l'anno successivo.
Nel 1992 ha debuttato come attore, interpretando il ruolo del protagonista Rosario Raito nel film di Giorgio Castellani Vite perdute. L'ultimo album, pubblicato nel 2021, è Lockdown. 
Nel febbraio 2022 il singolo del 1988 Tu comm'a mme (Povero gabbiano) ha acquisito notorietà tramite il social network TikTok, tanto da entrare nella classifica Top Singoli grazie alle riproduzioni in streaming e alle vendite digitali. Il successo del brano, divenuto un tormentone, ha portato il cantante a realizzare, nell'estate successiva, una tournée nazionale, il Povero gabbiano Tour.

## Discografia

### Album in studio
- 1985 – Ricordo d'estate
- 1986 – Il mio cammino
- 1987 – Gianni Celeste Vol.3
- 1988 – Gianni Celeste Vol.4
- 1988 – Sognando Napoli
- 1989 – Poesie vol.6
- 1989 – Sognando Napoli vol.2
- 1990 – Attimi d'amore
- 1990 – Un po' del mio cuore
- 1991 – Dieci note in riva al mare
- 1992 – Album
- 1992 – Anima
- 1993 – Stelle
- 1993 – Nuvole
- 1994 – Carezze
- 1994 – Racconti
- 1995 – Profumo di...
- 1995 – Canzoni d'amore e di mala
- 1995 – Neve e...
- 1996 – No stop
- 1996 – Favole
- 1997 – Ieri e...
- 1997 – Oggi
- 1997 – Trasparente
- 1998 – Ciao
- 1998 – Emozioni
- 1998 – I miei successi e... (Con due inediti e 10 successi riarrangiati)
- 1999 – Storie
- 1999 – Passato e presente
- 2000 – Nuovo millennio
- 2000 – Celeste canta... D'Angelo
- 2000 – For You
- 2001 – Tilt
- 2001 – D'Angelo a modo mio
- 2001 – I miei ricordi
- 2002 – Lei è donna
- 2002 – Incanto
- 2003 – Reality
- 2003 – Cuoreamore
- 2004 – Le donne...
- 2004 – Un angelo
- 2004 – ...Io & lui (con Massimo)
- 2005 – Musica & poesia
- 2005 – Storie di vita
- 2005 – Indelebile
- 2005 – Inedito
- 2006 – La storia continua (con Massimo)
- 2006 – I miei pensieri
- 2006 – Without Limits
- 2007 – Io, lui & Vezzosi (con Massimo e Gianni Vezzosi)
- 2007 – Emblema
- 2008 – Effetto speciale
- 2009 – Senza paragoni
- 2010 – Terra mia
- 2011 – Voglia e f'ammore
- 2012 – Paura d'amore
- 2013 – A prescindere
- 2014 – È vita
- 2016 – L'essenza
- 2018 – Icastico
- 2021 – Lockdown

### Raccolte
- 1992 – I miei successi Vol.1
- 1992 – I miei successi Vol.2
- 1992 – I miei successi Vol.3
- 1994 – I miei successi Vol.4
- 2002 – Gianni Celeste Hits (contiene 3 CD box raccolta successi)
- 2003 – L'amante (contiene 4 inediti)
- 2003 – I successi (contiene 4 inediti)
- 2004 – Successi e inediti
- 2004 – Successi e inediti Vol.2
- 2004 – Amoreneomelodico (contiene 4 inediti)
- 2004 – Pe' piacere (contiene 4 inediti)
- 2004 – Ieri e oggi (doppio CD, contiene 8 inediti)
- 2005 – Raccolta di successi
- 2005 – E le sue belle canzoni
- 2007 – Momenti e frammenti d'amore
- 2008 – Vado forte
- 2009 – Gianni Celeste & Friends (contiene duetti fatti in passato con altri artisti)
- 2011 – Gianni Celeste Collezione
- 2016 – The Best 2016 (CD+DVD+Calendario 2017)

### Opere audiovisive
- 2004 – Video Collection DVD
- 2007 – The Legend Live (DVD+CD)
- 2011 – Attenti a noi... 2 (con Gianni Vezzosi) DVD

## Filmografia
- Vite perdute, regia di Giorgio Castellani (1992)

## Doppiatori
Nelle opere in cui ha recitato, Gianni Celeste è stato doppiato da:
- Mario Cordova in Vite perdute